# Свьонтки (Мисліборський повіт)
Свьонтки (пол. Świątki, нім. Tempelhof) — село в Польщі, у гміні Новогрудек-Поморський Мисліборського повіту Західнопоморського воєводства.
Населення — 163 особи (2011).
У 1975-1998 роках село належало до Гожовського воєводства.

## Демографія
Демографічна структура станом на 31 березня 2011 року:
|          | Загалом | Допрацездатний вік | Працездатний вік | Постпрацездатний вік |
| -------- | ------- | ------------------ | ---------------- | -------------------- |
| Чоловіки | 88      | 25                 | 58               | 5                    |
| Жінки    | 75      | 14                 | 50               | 11                   |
| Разом    | 163     | 39                 | 108              | 16                   |